# 久邇瑳代子
久邇 瑳代子（くに さよこ、1962年 - ）は、日本の元女優。夫は歌舞伎役者の 5代目中村富十郎（2011年1月3日に死別）。長男は歌舞伎役者の中村鷹之資、長女は初代 芳澤壱ろはとして活動している日本舞踊家の渡邊愛子。本名・渡邊正恵（旧姓は橋爪）。

## 人物
1992年2月、舞台「鬼平犯科帳 本所・桜屋敷」（新橋演舞場）、1993年2月、舞台「鬼平犯科帳 むかしの女」（新橋演舞場）に出演。両公演で共演した5代目・中村富十郎に見初められる。これを機に中村の主催する「矢車会」の楽屋受付などを手伝うようになる。
1994年10月に女優引退を決意し、故郷に戻ることを中村に告げた際に引き留められ結婚を打診される。 
1995年1月、中村と婚約、1996年1月17日に挙式。久邇は初婚であり、中村は三度目の結婚である（2番目の妻との間に一男を儲けている）。
1999年4月に長男、2003年8月に長女を出産。
2011年1月3日、中村と死別、寡婦となる。

## 出演作品

### 映画
- あげまん（1990年） - 芸者 役

### 舞台
- 鬼平犯科帳（新橋演舞場）
  - 1992年「鬼平犯科帳 本所・桜屋敷」 - 百足屋の女中、王子権現の通行人（二役） 役
  - 1993年「鬼平犯科帳 むかしの女」 - 密会の女 役
- 天守物語（1994年、銀座セゾン劇場） - 富姫の侍女・葛 役[9]

## 書籍
- 父、中村富十郎 その愛につつまれて（2017年11月8日、冨山房インターナショナル、編集：渡邊正恵）ISBN 978-4-86600-040-4